# 알렉사 니컬러스
알렉사 니컬러스(영어: Alexa Nikolas, 영어 발음: /əˈleksə/, 1992년 4월 4일 ~ )는 미국의 유튜버, 활동가, 전 배우이다.
2013년 연기 활동에서 은퇴했으며, 이후 연예계 착취 근절 운동을 하는 단체 잇 프레더터스(Eat Predators)를 설립하였다.

## 출연 작품

### 영화
- 쥬랜더 (2001)
- 테드 번디 (2002)
- 팁토즈 (2003)
- 모토크로스 키즈 (2004, Motocross Kids)
- 일리언 (2009, Children of the Corn)
- 거친 녀석들: 거침없이 쏴라 (2011)
- 디텐션 오브 더 데드 (2012, Detention of the Dead)

### 텔레비전
- 레버레이션 (2005, Revelations)
- 잭과 코디, 우리집은 호텔 스위트 룸 (2007)
- 워킹 데드 (2012-13)
- 매드맨 (2013)